# Minoritski samostan Piran
Minoritski samostan sv. Frančiška Asiškega je eden izmed samostanov minoritskega reda v Sloveniji, nahaja se v Piranu, na Bolniški ulici.

## Opis
Kompleks minoritskega samostana sedaj obsega cerkev sv. Frančiška Asiškega ter več stavb, ki jih povezuje križni hodnik. Na vzhodni strani cerkve se dviga 30 m visok zvonik, desno od cerkvenega pročelja pa je glavni vhod v samostan.
Deli prvotnega samostana so bili tudi cerkvica sv. Janeza (od nje je ohranjena zgolj gotska bifora), refektorij (obednica) s fragmenti freske in gotsko nišo (sedaj pinakoteka), ter nekdanja cerkev sv. Katarine.

## Zgodovina
Samostan sv. Frančiška Asiškega manjših bratov konventualcev (minoritov) v Piranu je bil najverjetneje ustanovljen pred letom 1301, v 13. stoletju je bilo namreč v Istri ustanovljenih skupno pet minoritskih samostanov (Trst, Koper, Poreč, Pulj in Piran). Za razliko od piranskega imajo drugi minoritski samostani v Istri ohranjeno dokumentacijo iz prvega obdobja. Na podlagi napisa na kamniti plošči na pročelju samostanske cerkve se domneva, da so minoriti prispeli v Piran koncem 13. stoletja in zgradili prvotni samostan ob cerkvici sv. Katarine. Kot je v svojem delu Cerkveni krajepis leta 1700 poročal koprski škof Pavel Naldini, je bil koprski škof Peter Manolessa tisti, ki je v prvih letih svojega škofovanja v Piran pripeljal člane reda manjših bratov.
Bratje minoriti so bili leta 1954 izgnani iz samostana, ko je bil samostan nacionaliziran in je služil kot dom za upokojence, medicinsko šolo in mestni arhiv. Ko je bil leta 1996 samostan vrnjen nazaj minoritom, so ga bratje leta 1997 v celoti prenovili in tako vrnili samostanu harmoničnost, arhitekturno skladnost in prvotno namembnost.

## Križni hodnik
Skromnejši gotski križni hodnik z lesenim nadstreškom je bil zamenjan s sedanjim zgodnjebaročnim. Monumentalni vhod v križni hodnik so namreč zgradili leta 1694, leta 1698 pa so ga obokali in nad oboki zgradili prostore, tedanji gvardijan je bil pater Gian Dominico Furian. 
Zaradi dotrajanosti starega zbiralnika za vodo so v letih 1747-1756 uredili sedanjega, ki je bil ponovno obnovljen leta 1903.
V poletnem času v križnem hodniku prirejajo koncerte in druge razne kulturne dogodke.

## Samostanska pinakoteka
V samostanski pinakoteki so shranjena dragocena likovna dela mojstra Gregoria Lazzarinija ter drugih beneških slikarjev in gotski kamniti fragmenti.

## Minoritski samostan danes
Danes v piranskem minoritskem samostanu prebiva šest bratov, ki upravljajo samostansko cerkev, nudijo duhovno oskrbo, pastoralno pomagajo na župnijah, vodijo ljudske misijone, duhovne vaje in obnove. Od leta 2002 je v samostanu tudi noviciat Slovenske minoritske province. Minoritski samostan Piran je bil razglašen za kulturni spomenik državnega pomena.